# Aissatou Badji
Aissatou Badji (sinh ngày 26 tháng 12 năm 1980) là một viên chạy nước rút người Sénégal chuyên về 100 mét.
Cô đã giành được huy chương đồng trong cuộc thi tiếp sức 4 × 100 mét tại Đại hội Thể thao toàn châu Phi 2003 và tại Giải vô địch châu Phi 2004. Cô cũng đã thi đấu cá nhân ở nội dung 100 mét tại Giải vô địch châu Phi 2002, Đại hội Thể thao toàn châu Phi 2003 và Giải vô địch châu Phi 2004 mà không lọt vào trận chung kết.
Thời gian tốt nhất cá nhân của cô là 11,95 giây, đạt được vào tháng 6 năm 2012 tại Cagnes.